# Estancia de Jesús María - Museo Jesuítico Nacional
La Estancia de Jesús María - Museo Jesuítico Nacional, es una de las cinco estancias jesuíticas cordobesas del interior provincial (Caroya, Jesús María, Santa Catalina, La Candelaria y Alta Gracia), las cuales, junto a la iglesia de la Compañía de Jesús, la Capilla Doméstica, el Colegio Nacional Monserrat y la Casa de Trejo, en la ciudad de Córdoba, han sido declaradas Patrimonio de la Humanidad por UNESCO, el 29 de noviembre del año 2000 y Museo Jesuítico Nacional.

## Historia
El 15 de enero de 1618, el Rev. Padre Pedro de Oñate, provincial de los jesuitas, compra al Alférez Real Gaspar de Quevedo las tierras del lugar, que los aborígenes llamaban Guanusacate. En la escritura de compra se menciona la existencia de veinte mil cepas de vid, algunas construcciones y un molino. La producción de Jesús María, luego fue dedicada principalmente a la elaboración de vino.
También se realizaban otras actividades agropecuarias: cría de ganado vacuno, tejido en telares de cordellate y trabajos en la huerta de la que se obtenían manzanas, granadas, duraznos, trigo, maíz, cebada, azafrán, garbanzos, lentejas, habas y arvejas. 
Durante el primer tercio del siglo XVIII, comenzó la construcción de los sectores más destacados del edificio, inaugurándose el refectorio, ocho cuartos y una nueva bodega.
La iglesia es de influencia barroca americana, en su interior está dispuesta en forma de cruz latina, siendo parte de su construcción dirigida por el arquitecto jesuita Andrés Blanqui.Estaba abocada a San Isidro. 
Frente al presbiterio se encuentra la cúpula en cuyas pechinas hay cuatro ángeles de fisonomía nativa y cuatro cabezas portando tocados aborígenes. El frente del templo no pudo concluirse antes de la expulsión de los jesuitas de América. En 1767, con la real pragmática de Carlos III, rey de España, la Compañía de Jesús fue expulsada de los reinos de España, Portugal y Nápoles, pasando todas sus posesiones a ser administradas por la junta de Temporalidades. 
Desde la expulsión de los jesuitas hasta 1775, la estancia fue administrada por la citada junta. Luego sale a remate en tres oportunidades y en todas ellas, los interesados integran la familia de Félix Correas, originario de la provincia de Mendoza.
Luego fue adquirida por Pío León quien la loteo y en 1873 la convirtió en la Villa Primera luego Jesús María.

## Relevamiento arquitectónico

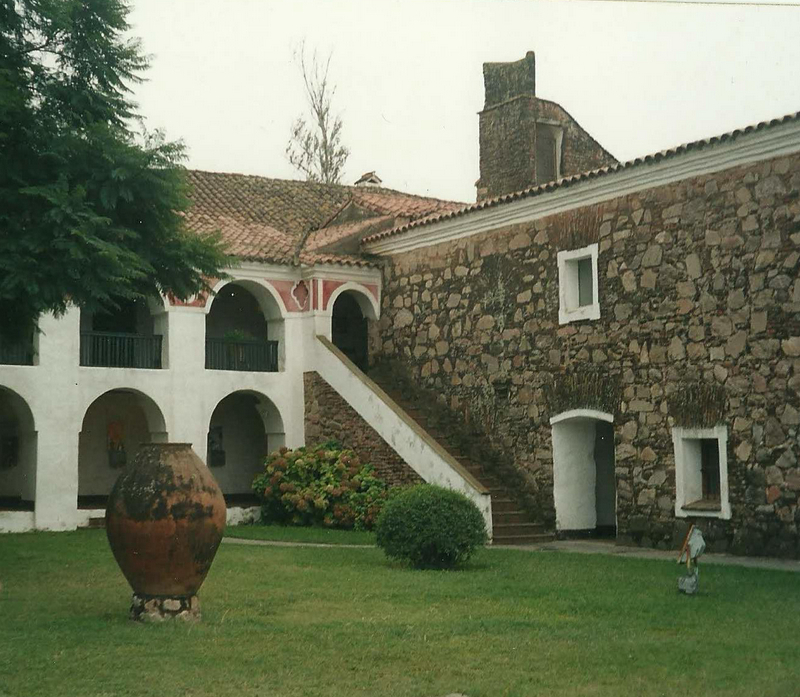
La antigua residencia obraje de la estancia jesuítica de Jesús María.

El conjunto se presenta como un texto complejo formado por dos unidades existentes y otras dos ya desaparecidas. Las existentes son el templo y la antigua residencia obraje; las desaparecidas correspondían a las habitaciones de indígenas y esclavos, y por último, los campos de cultivo y pastoreo. Esta estancia se caracterizó por la producción vitivinícola, que alcanzó un alto grado de desarrollo y calidad, y que se ha prolongado en el tiempo constituyendo hoy una característica de la zona. El esquema de ordenamiento espacial responde al usual tipo de las estancias jesuíticas cordobesas: el templo y el patio rodeado de galerías, en este caso, en dos de sus lados solamente. 
Estas galerías de planta baja y alta, están cubiertas con las técnicas usuales: entrepiso de bóvedas, techo superior de cabreadas. Se comprende que no ocupen el tercer lado, porque este correspondía a zonas de trabajo y no de residencia. 
En la planta baja se destaca el espacio de la antigua bodega de Jesús María, con bóveda de medio cañón corrido rebajada con crucería, posee dos ingresos: uno que comunica con el patio central y otro que sale al corredor de los lagares. Allí se almacenaban los barriles y tinajas donde se fermentaban la vid. Con el vino de Jesús María se abastecía a la comunidad jesuita primero y el resto se vendía, con esas ganancias se comprarían esclavos negros para la labranza de la viña.
En la planta alta accedemos ala escalera que se dirige hacia la espadaña, la tribuna y el coro de la iglesia, la cocina, el fregadero y dentro del corredor norte, con bóveda de medio cañón y cuatro aberturas que miran al patio central, se encuentran el refectorio o comedor, los aposentos o dormitorios, los lugares comunes o baños y la habitación anexa.
En la iglesia de una nave y acusado crucero, contrasta el bello trabajo de relieves del interior de la cúpula y de sus pechinas, la bien resuelta cúpula, la elegante espadaña extrañamente colocada en diagonal junto a la sacristía, con una pobre fachada, de proporciones poco felices y de una ingeniosidad no muy graciosa. 
La restauración efectuada en la década del ’50 no es considerada muy feliz, señalándose especialmente el tratamiento de los muros exteriores y la pintura brillante y oscura de los elementos estructurales de madera, además de las especies exóticas introducidas en el parque.
También se encuentran las instalaciones sanitarias, que revelan el carácter progresista de los jesuitas que levantaban sus baños en el interior de las dependencias (algo impensado en esos tiempos), con un sistema de cloacas a través de acequias. El bucólico paisaje se abre en un magnífico parque dominado por el tajamar que es custodiado por fantásticos ejemplares de plátanos que se cubren de follaje dorado en el otoño.

## El museo

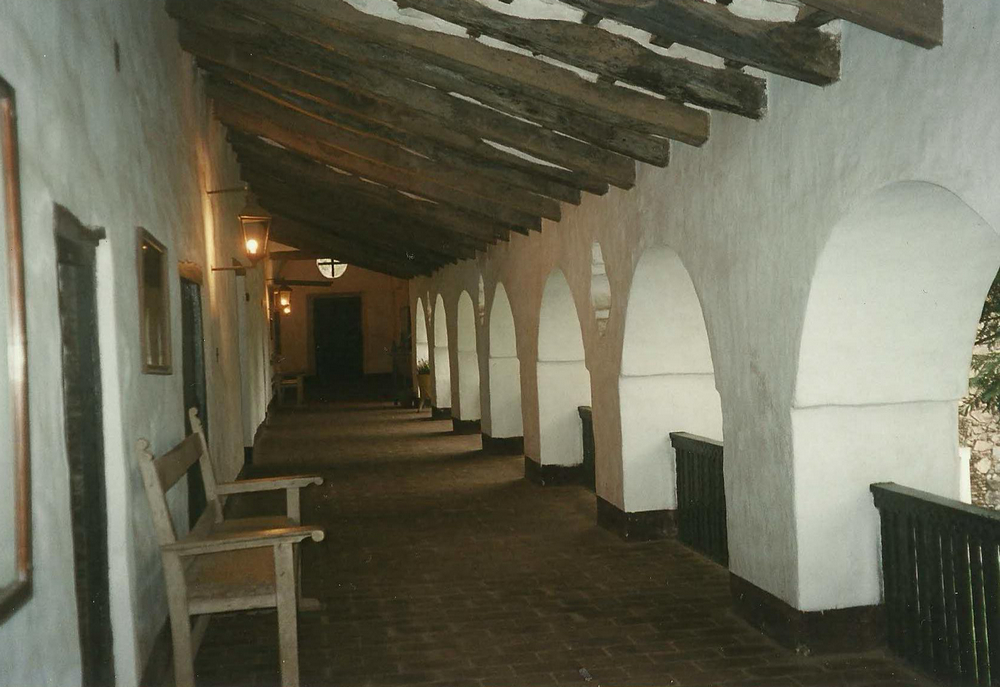
Galería de la planta alta, con entrepiso de bóvedas y techo superior de cabreadas.

El 14 de mayo de 1941, la Comisión Nacional de Museos, Monumentos y Lugares Históricos declaró a la antigua Estancia de Jesús María como Monumento Histórico Nacional (Decreto Nº 90.732)., comenzando las obras de restauración del predio.
Cuatro años después el Prof. Ricardo Levene, presidente de la mencionada Comisión, propuso al Padre Tomás Travi, Provincial de la Compañía, integrar un museo a la estancia para exhibir en él una colección de objetos religiosos y mantener viva la historia de la Compañía de Jesús.
El Padre Travi aceptó prontamente el ofrecimiento y encomendó la tarea a tres renombrados sacerdotes jesuitas: P. Guillermo Fürlong, P. Pedro Grenón y P. Oscar Dreidemie. Este último se convirtió en el primer director del museo.
Posteriormente, comienzan las tareas de restauración y puesta en funcionamiento del edificio y el 18 de mayo de 1946 se instala en su interior el Museo Jesuítico Nacional, que actualmente cuenta con 18 salas de exposición, distribuidas entre planta baja y primer piso.
En la colección permanente resaltan las dedicadas al arte sacro colonial de los s XVII y XVIII y el material de arqueología y etnografía del noroeste y centro argentino. Destacan las muestras de ornamentos sagrados: casullas, manípulos, báculos, estolas, alzacuellos, mitras, cubrecálices y otros; de grabados de distintos períodos y paisajes; la de numismática y medallística; mobiliario civil y religioso europeo-americano, como una colección de platos de los siglos XIX y XX; una cocina con fogón y enormes bateas y ollas que sirvieron al Ejército del Norte, y fregadero y comedor.
Durante el año se realizan conciertos, conferencias, talleres, seminarios, presentaciones de libros y exposiciones temporarias.
El edificio que ahora visitamos como museo, fue construido en la primera mitad del siglo XVIII. La casa con más de 1600 metros cubiertos, posee dos plantas que se levantan en torno a un patio cuadrangular o de honor con galerías con pilares y arcos de medio punto.